# Asclepias meadii
Asclepias meadii là một loài thực vật có hoa trong họ La bố ma. Loài này được Torr. ex A.Gray mô tả khoa học đầu tiên năm 1856.